# پارک ایالتی جزیره موستانگ

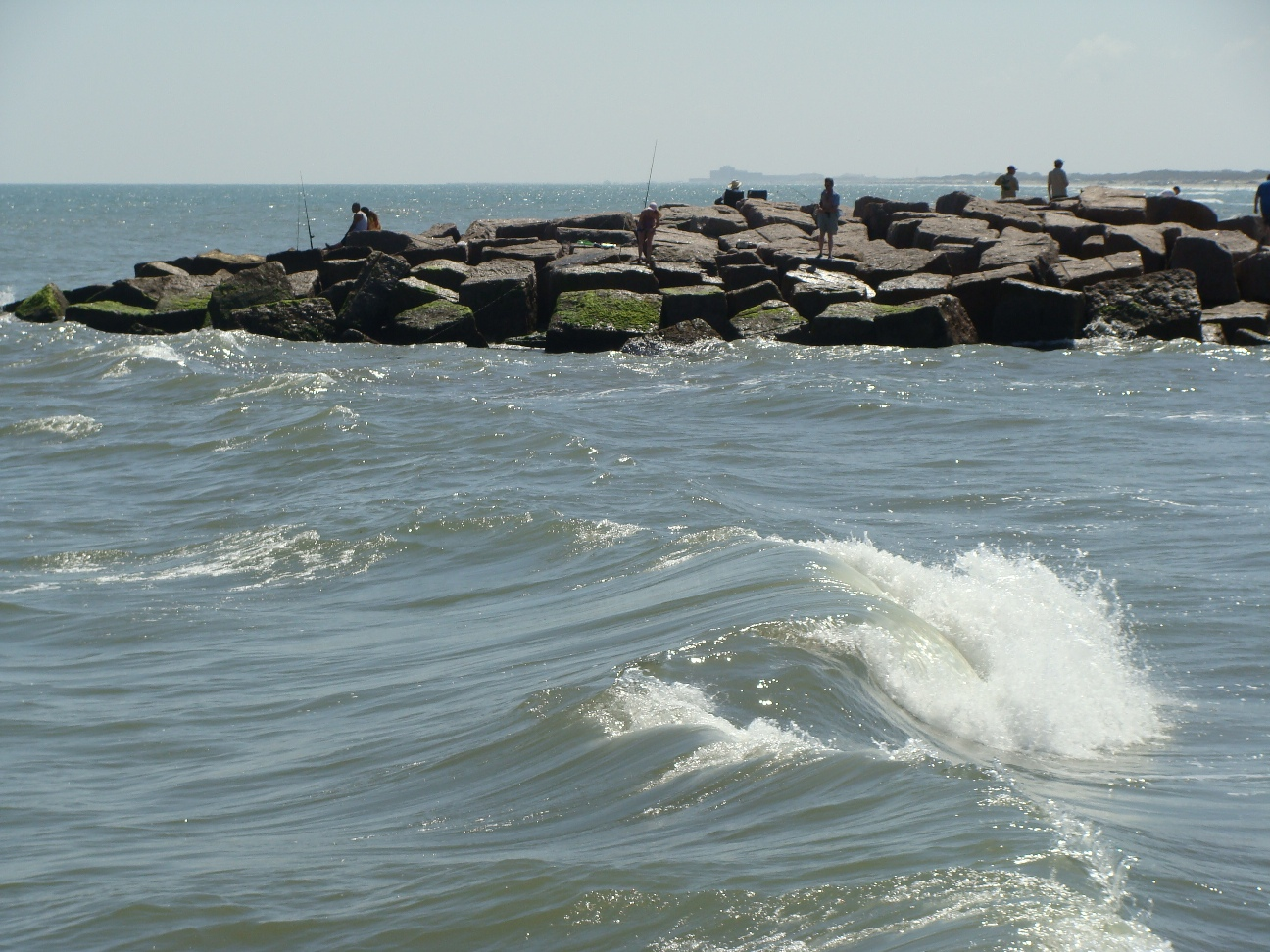

پارک ایالتی جزیرهٔ موستانگ (به انگلیسی: Mustang Island State Park) پارکی طبیعی واقع در ساحل خلیج مکزیک در تگزاس است.
این پارک ساحلی که ۸ کیلومتر طول دارد، در سال ۱۹۷۹ تأسیس گشت.

## پیشینه
سرخ‌پوستان بومی قبیله کارانکاوا (Karankawa) در این مکان تا قرن نوزدهم می‌زیستند.
اروپاییان اسپانیایی‌تبار، و به‌ویژه آلونسو آلوارز دو پینیدا (Alonso Alvarez de Pineda) اول بار در ۱۵۱۹ میلادی این منطقه را کشف کردند.